# Troye Sivan
Troye Sivan Mellet (AFI: [trɔɪ sᵻˈvɑːn] ⓘ TROY sih-VAHN; nascido em Joanesburgo, em 5 de junho de 1995) é um cantor, compositor, ator e youtuber nascido na África do Sul e naturalizado australiano.
Como ator, interpretou o personagem Wolverine enquanto jovem no filme X-Men Origens: Wolverine, protagonizou a trilogia sul-africana Spud e participou do filme Boy Erased. Desde 2014, Troye se dedica exclusivamente à sua carreira musical, tendo lançado os EPs TRXYE (2014), Wild (2015) e In a Dream (2020), assim como os álbuns de estúdio Blue Neighbourhood (2015) e Bloom (2018).
No dia 7 de agosto de 2010 assumiu sua homossexualidade no meio familiar e em 7 de agosto de 2013, Troye se assumiu publicamente em um vídeo no seu canal no Youtube, e desde então, possui atividade como ativista LGBT. Ele fez gravações com Tyler Oakley, outro youtuber também homossexual, incluindo um vídeo nomeado de "The Boyfriend Tag", que rendeu aos dois um prêmio do Teen Choice Awards, na categoria de colaboração na web.  Em outubro de 2014, a revista Time listou Troye entre os "25 Jovens Mais Influentes do Ano".

## Vida pessoal
Troye nasceu em Joanesburgo na África do Sul. Ele foi criado em uma família judia ortodoxa, embora não se considere religioso - seu pai nasceu em uma família judia de ascendência lituana-judaica e sua mãe se converteu ao judaísmo.
Sua família se mudou para a Austrália quando ele tinha dois anos de idade devido à violência no país. Troye atualmente reside em Los Angeles com Jacob Bixenman, seu atual namorado. De família judaica. Ele estudou na Carmel School, uma instituição privada de Judaísmo ortodoxo moderno e sionista, até 2009 quando passou a estudar a distância.
Em 7 de agosto de 2010, Troye revelou para a sua família que ele é gay, mas apenas em 7 de agosto de 2013 (exatos 3 anos depois) anunciou publicamente em um vídeo no seu canal do YouTube.
Troye é portador de uma variação suave da Síndrome de Marfan.

## Carreira

### Música
Troye executou performances nas edições de 2006, 2007 e 2008 do teleton do canal Television Western Australia. A apresentação de 2006 incluiu um dueto com o vencedor de Australian Idol Guy Sebastian. Seu primeiro álbum, Dare to Dream, foi lançado em 2008.
Em maio de 2013, quando o gerente de Artistas e Repertório da produtora EMI ouviu o jovem cantando uma canção de autoria própria inspirada em um livro de mesmo nome, "The Fault In Our Stars", logo foi até a cidade de Perth e rapidamente um contrato com a EMI Music Austrália foi firmado em 5 de junho e permaneceu em sigilo por um ano. Nos meses que se seguiram, segundo o seu empresário da própria produtora musical, foi estabelecido um projeto para que entrasse em contato com diferentes co-compositores e produtores para auxiliá-lo e permiti-lo a ter a percepção de como Troye possuía uma visão muito forte de si mesmo. Em um vídeo anunciando seu extended play intitulado TRXYE (lê-se letra por letra, em inglês), sendo posteriormente lançado em 15 de agosto de 2014, ele diz ter escrito "mais de quarenta músicas" no que foi a "jornada mais intensa e insana" até então. O seu primeiro single lançado em 25 de julho do mesmo ano, "Happy Little Pill", foi caracterizado por ser pop indie com uma concepção melancólica que aborda temas tais como cocaína, notas de dólares e antidepressivos, de destaque e primeira faixa do EP. TRXYE estreou o número 1 no iTunes em 66 países, alcançou a quinta posição no Billboard 200 da semana seguinte, levando-o ao top 10. No ARIA Charts atingiu a décima posição e foi certificado como disco de ouro pela Australian Recording Industry Association por exceder 35 mil unidades de vendas.
Pouco mais de um ano depois, em 4 de setembro de 2015, Sivan lançou seu segundo EP em uma grande gravadora, WILD, que foi divulgado através de uma trilogia de vídeos musicais intitulada Blue Neighbourhood, lançada entre setembro e dezembro de 2015. Adicionalmente, o EP serviu como uma "introdução" ao álbum de estreia de Sivan, também intitulado Blue Neighbourhood, lançado em 4 de dezembro de 2015. O álbum teve um único single, "YOUTH", co-escrito por Allie X, foi certificado como platina na Austrália, na Nova Zelândia, na Suécia e nos Estados Unidos, e seu videoclipe possui mais de 60 milhões de visualizações. Para divulgar o EP e o álbum, Sivan realizou três turnês, que ao longo de 2015 e 2016 passaram pela América do Norte, Ásia e Europa.
Após lançar a música "There for You" com Martin Garrix, Troye passou o ano de 2017 trabalhando em seu segundo álbum de estúdio.
Em janeiro de 2018, Sivan lançou o single "My My My!", que chegou ao quarto lugar do iTunes mundial e ao 80º lugar da Billboard Hot 100. Uma semana depois, lançou o single promocional "The Good Side". Ambos serviram como carro-chefe do segundo álbum de estúdio do cantor, Bloom, lançado em agosto do mesmo ano.
Também em 2018, o cantor divulgou Revelation, canção feita para a trilha sonora do filme Boy Erased, juntamente de Jón Þór Birgisson. A música foi indicada ao Prêmio Globo de Ouro de Melhor Canção Original.
Em agosto de 2020, o cantor realizou o lançamento do seu quinto EP, intitulado In a Dream.

### Artes cênicas
Em 2007 estrelou como Oliver Twist no musical Oliver! no Regal Theatre. Em 2008 estava entre o elenco de um curta da Austrália Ocidental, Betrand the Terrible. Em fevereiro de 2008 começou a atuar no filme hollywoodiano X-Men Origens: Wolverine como o jovem James Howlett. Parte de suas apresentações para o Teleton foram postadas no YouTube, o que chamou a atenção de um empresário de Hollywood, o qual fez contato e lhe pediu uma gravação de áudio. Embora Kodi Smit-McPhee já tivesse acertado para este papel, Kodi se tornou impossibilitado por estar trabalhando em outro filme, A Estrada. Em julho de 2009, conseguiu por meio de uma audição para atuar como protagonista em Spud, uma adaptação do romance de mesmo nome (2005) do escritor sul-africano John van de Ruit. A filmagem foi realizada na África do Sul no ínicio de março até meados de abril de 2010. O filme foi lançado na África do Sul em 3 de dezembro de 2010 e foi premiado pelo South African Film and Television Awards, incluindo na categoria de Melhor Ator Principal em um Filme de Destaque. Duas sequências do filme, Spud 2: The Madness Continues e Spud 3: Learning to Fly, foram lançadas em 2013 e 2014, respectivamente.
Após alguns anos sem atuar, Troye participou do filme Boy Erased, baseado no livro Boy Erased: A Memoir, de Garrard Conley. O filme estreou em novembro de 2018 nos EUA.

### YouTube
Em setembro de 2012, Troye começou a desenvolver vlogs postados no YouTube após já ter enviado unicamente vídeos musicais desde 1 de outubro de 2007. Em seu primeiro vlog, com cinco anos de existência de seu canal no site, já possuía 27 mil inscritos, e  em março de 2016, atingiu a marca de 4 milhões de inscritos e possuiu mais de 200 milhões de visualizações no total. Na Austrália, seu canal é o mais popular em número de inscritos. Devido à sua carreira musical, Troye não publica mais vídeos em seu canal.

## Filmografia

### Cinema
| Ano  | Título                        | Papel              | Notas          |
| ---- | ----------------------------- | ------------------ | -------------- |
| 2009 | X-Men Origins: Wolverine      | James jovem        |                |
| 2010 | Betrand the Terrible          | Ace                | Curta-metragem |
| 2010 | Spud                          | John "Spud" Milton |                |
| 2013 | Spud 2: The Madness Continues | John "Spud" Milton |                |
| 2014 | Spud 3: Learning to Fly       | John "Spud" Milton |                |
| 2018 | Boy Erased                    | Gary               |                |
| 2022 | Three Months                  | Caleb              |                |
| 2023 | Trolls Band Together          | Floyd              |                |

### Televisão
| Ano  | Título   | Papel  | Notas       |
| ---- | -------- | ------ | ----------- |
| 2023 | The Idol | Xander | 5 episódios |

## Teatro
| Ano  | Título          | Papel        | Notas                 |
| ---- | --------------- | ------------ | --------------------- |
| 2007 | Oliver!         | Oliver Twist | Regal Theater         |
| 2010 | Esperando Godot | Garoto       | His Majesty's Theatre |

## Discografia

### Álbuns de estúdio
- Blue Neighbourhood (2015)
- Bloom (2018)
- Something to Give Each Other (2023)

### Extended play
- June Haverly (2012)
- TRXYE (2014)
- Wild (2015)
- In a Dream (2020)

## Premiações
| Ano  | Indicação                            | Prêmio                                                                                 | Resultado | Ref.   |
| ---- | ------------------------------------ | -------------------------------------------------------------------------------------- | --------- | ------ |
| 2011 | Troye Sivan                          | South African Film and Television Award em Melhor Protagonista em um Filme de Destaque | Indicado  | [ 32 ] |
| 2014 | Troye Sivan                          | Teen Choice Award na Categoria de Web Star Masculino                                   | Indicado  | [ 34 ] |
| 2014 | "The Boyfriend Tag" com Tyler Oakley | Teen Choice Award na Categoria de Colaboração de Web                                   | Venceu    | [ 34 ] |
| 2014 | Troye Sivan                          | NewNowNext Award (Logo TV) em Maior Influenciador de Mídias Sociais Atuais (Masculino) | Venceu    | [ 35 ] |
| 2015 | Troye Sivan                          | APRA Music Awards em Compositor Revelação do Ano                                       | Indicado  | [ 36 ] |
| 2015 | Troye Sivan                          | YouTube Music Awards                                                                   | Venceu    | [ 37 ] |
| 2015 | Troye Sivan                          | Kids' Choice Award em Sensação da Internet Favorito                                    | Venceu    | [ 38 ] |